# Saison 4 de L'Homme qui valait trois milliards
Pour un article plus général, voir Liste des épisodes de L'Homme qui valait trois milliards.
Cet article présente la liste des épisodes de la Saison 4 de L'Homme qui valait trois milliards.

## Épisodes

### Le retour du scalpeur -1repartie
- Titre original : The Return of Bigfoot - Part 1
- Durée : 50 minutes
- Épisode n° 4-1. Première diffusion aux États-Unis : 19 septembre 1976
- Scénariste : Kenneth Johnson
- Producteur : Lionel E. Siegel
- Producteur exécutif : Harve Bennett
- Réalisateur : Barry Crane

- Distribution :
  - Lee Majors : Steve Austin
  - Richard Anderson : Oscar Goldman
  - Martin E. Brooks (en) : Docteur Rudy Wells
  - John Saxon : Nedlick
  - Stephen Young : Dallett
  - Severn Darden : Apploy
  - Ted Cassidy : Le Scalpeur
  - Sandy Duncan : Gillian
  - Stefanie Powers : Shalon
  - Charles Cyphers : Faler
  - Vince Howard : Garde du centre nucléaire
  - Will J. White : Garde du laboratoire
  - Michael J. London : Garde
  - Avec la participation de Lindsay Wagner : Jaimie Sommers

- Résumé :

Plus d'un million de dollars en lingots d’or de la Réserve Fédérale sont volés, puis des émeraudes. Cette série de cambriolages laisse supposer l'utilisation de la bionique, et Steve est soupçonné. Alors qu'il commence à avoir de vagues souvenirs de sa rencontre avec Bigfoot, il est approché par Gillian, l'une des voyageurs extra-terrestres rencontrés pour la première fois par Steve dans l'épisode double L'Empreinte du diable. Elle lui explique que l'un des siens, Nedlick, a formé un groupe dissident qui a l'intention de dominer le monde et utilise maintenant Bigfoot pour voler divers composants qui leur permettront de construire un bouclier pour leur base qui les rendra invulnérables. Mais Steve est accusé du vol de matières nucléaires. Il doit s’enfuir pour prouver sa bonne foi.
- Commentaires :
  - Dans un effort pour que les téléspectateurs regardent les deux séries "bioniques", cet épisode est le premier d'un crossover qui se poursuit avec le premier épisode de la saison 2 de Super Jaimie. Cependant, lors des rediffusions, ces deux épisodes seront montrés comme faisant partie de la série L'homme qui valait trois milliards.
  - Ce tout premier épisode montre la dernière version du générique avec l’ajout de Martin E. Brooks (en) et la nouvelle pose de Richard Anderson avec un téléphone rouge. C’est aussi l’apparition de la moustache de Lee Majors qui n’a pas fait l’unanimité chez les fans.
  - C'est le dernier scénario pour la série de Kenneth Johnson, occupé à la production de Super Jaimie et à la création de L’Incroyable Hulk.
  - Invités dans L’Empreinte du diable, Stefanie Powers (Shalon), Severn Darden (Apploy) et Charles Cyphers (Faler) sont tous de retour dans leurs rôles respectifs. John Saxon fait également son retour dans la série dans le rôle de Nedlick après avoir incarné Fred Sloan et son double mécanique dans l’épisode Le Robot de la première saison.
  - André Roussimoff (André the Giant), indisponible pour reprendre le rôle du Bigfoot, a été remplacé par Ted Cassidy. Mesurant près de 2 mètres 10, ce dernier est devenu célèbre pour avoir incarné Lurch dans la sitcom La Famille Addams au milieu des années 60 et pour avoir été l'auteur du « grognement » guttural de L’Incroyable Hulk incarné par Lou Ferrigno.
  - Lorsque Gillian restaure la mémoire de Steve, ce sont des scènes de sa première rencontre avec Bigfoot lors des épisodes précédents qui ont été utilisées.
  - Comme dans L’Empreinte du diable, la même erreur de point de vue est commise lors des scènes montrant les personnages communiquant à distance par l’intermédiaire d’écrans. Au moment où Steve et Gillian contactent Shalon, les personnages regardent les écrans de communication, mais jamais l'objectif des caméras qui les filment.
  - Alors que nous connaissons l'origine nucléaire de la bionique de Steve depuis le début, c'est le premier incident où les dommages causés à ses membres entraînent des « fuites » radioactives dangereuses.
  - Au début de la série, la connaissance de la bionique de Steve était limitée à un très petit nombre de personnes, mais dans cet épisode, il apparaît qu'un certain nombre d'agences gouvernementales américaines sont également au courant. L'une de ces agences exige même que la bionique d'Austin soit désactivée, ce qui a été fait à Barney Hiller.
  - Au tout début de l'épisode, on aperçoit clairement plusieurs couches d'au moins une trentaine de lingots (00 min 20 s), il semble tout à fait impossible que seulement 20 lingots aient été volés comme l'affirme Oscar (01 min 44 s), au vu de ce qu'il reste sur le sol (01 min 15 s).
  - A la fin de la course bionique entre Steve et Jaimie dans la campagne, on aperçoit pendant plusieurs secondes la tête du micro en bas de l'écran (08 min 58 s)
  - « L'isotope radio actif de type boron 3 » évoqué par Gillian (22 min 28 s) n'existe pas. Il s'agit à la fois d'une mauvaise traduction, Boron étant le terme anglais pour l'élément chimique Bore, et d'une erreur scientifique, le bore possédant 14 isotopes connus, avec un nombre de masse variant entre 6 et 19. Au cours de la conversation (et plusieurs fois ensuite durant l'épisode) on constate une autre traduction littérale : titanium pour titane.
  - Après que Bigfoot a volé l'isotope radioactif et que Nedlick a utilisé son CTE (Compresseur Temps-Espace) pour disparaître, on peut voir le bras de Nedlick sortir du cadre en bas à gauche (27 min 54 s).

### Le retour du scalpeur -2epartie
- Titre original : The Return of Bigfoot - Part 2
- Durée : 50 minutes
- ÉPremière diffusion aux États-Unis : 19 septembre 1976
- Scénariste : Kenneth Johnson
- Producteur : Kenneth Johnson
- Producteur exécutif : Harve Bennett
- Réalisateur : Barry Crane

- Distribution :
  - Lindsay Wagner : Jaimie Sommers
  - Richard Anderson : Oscar Goldman
  - John Saxon : Nedlick
  - Stephen Young : Dallett
  - Severn Darden : Apploy
  - Ted Cassidy : Le Scalpeur
  - Sandy Duncan : Gillian
  - Stefanie Powers : Shalon
  - Charles Cyphers : Faler
  - Avec la participation de Lee Majors : Steve Austin

- Résumé :

Steve Austin est sérieusement blessé à la suite de son combat avec le Scalpeur. Son corps a absorbé une dose massive de radiations, le condamnant à mort à court terme. Jaimie part à la recherche de Shalon et de son peuple afin de récupérer le sérum qui pourrait sauver Steve. Très rapidement, elle se heurte elle aussi au Scalpeur. Quant aux rebelles, la création de leur nouvelle base dans un volcan leur cause du souci, mettant en péril toute la côte Pacifique mexicaine et nord-américaine.
- Commentaires :
  - Cette deuxième partie est en fait le premier épisode de la deuxième saison de la série Super Jaimie et constitue un crossover entre les deux séries.
  - À la suite de la décision de réunir cet épisode et le précédent au sein de la série L'Homme qui valait Trois Milliards, le générique d'ouverture de Super Jaimie a été remplacé. Cela a été fait sans corriger les titres après la pause de sorte que l'origine de l'épisode est évidente. Cela a pour conséquence malheureuse que Lee Majors, la guest star ici, est créditée deux fois alors que Lindsay Wagner, la star, n'est, elle, pas citée.
  - Gillian et Nedlick parlent de Jaimie comme de « la femme bionique » (20 min 38 s). En dehors de références occasionnelles de la part d'Oscar (comme dans Bienvenue Jaimie et Gagner c'est l'essentiel), c'est probablement la seule fois que le titre de la série est prononcé dans un dialogue.
  - Gillian dérobe à Faler, l'extraterrestre au costume jaune, l'unité CTE qu'il porte à la ceinture (11 min 24 s). Au début de l'affrontement final, Faler ne porte pas son CTE, pourtant, une fois inconscient, cet équipement a réapparu et Gillian le désactive (37 min 56 s).
  - Selon Nedlick, le processus de forage des extraterrestres doit pénétrer dans la mésosphère (22 min 24 s). Attention à la confusion, ce terme pouvant désigner indifféremment une couche du manteau terrestre ou de l'atmosphère.
  - Lorsque Gillian apparaît (22 min 55 s) puis disparaît de la chambre d'hôpital de Steve (23 min 42 s), l'affichage du pouls sur le moniteur médical de Steve change brusquement de position sur l'écran, montrant que la scène a manfestement été coupée pour produire cet effet.
  - Lorsque Oscar et Rudy sont avec Steve à l'hôpital, constatant que « ses signes vitaux sont très faibles » (23 min 53 s), ce dernier, malgré tous les appareils de mesure qui l'entourent, tient à prendre le pouls de Steve. Mais il le fait sur le poignet droit, celui du bras bionique de Steve...
  - Dalett ne semble pas très à l'aise avec les volumes. En effet, il mesure les quantités de lave du volcan en « tonnes cubiques » (« cubic tons » en VO) (29 min 36 s) ce qui n'a aucun sens.

### Cauchemar en trois dimensions
- Titre original : Nightmare in the Sky
- Durée : 50 minutes
- Épisode n° 4-2. Première diffusion aux États-Unis : 26 septembre 1976
- Scénaristes : Jim Carlson et Terrence McDonnell
- Producteur : Lionel E. Siegel
- Producteur exécutif : Harve Bennett
- Réalisateur : Alan Crosland

- Distribution :
  - Lee Majors : Steve Austin
  - Richard Anderson : Oscar Goldman
  - Farrah Fawcett-Majors : Kelly Wood
  - Donald Moffat : Docteur Martin Davis
  - Dana Elcar : Larry Stover
  - Hank Stolh : Mike
  - Pete Dunn : Caméraman

- Résumé :

Alors que l'astronaute et pilote d'essai Kelly Wood (Athéna Un), procède à un vol expérimental sur le XJ-7, elle aperçoit un chasseur Mitsubishi Zero de la Seconde Guerre mondiale foncer sur elle et la mitrailler, bien que celui-ci n’apparaisse pas sur le radar de la tour de contrôle. Elle se réveille à l’hôpital, incapable de se rappeler comment elle a pu atterrir. Quant à l’avion, il est introuvable. Kelly, accusée d’avoir participé au vol de l’avion, est emprisonnée dans sa chambre d’hôpital. Steve vient à son secours et ils partent tous les deux pour enquêter sur cette mystérieuse disparition et prouver l’innocence de Kelly.
- Commentaires :
  - Quatrième et dernière apparition de Farrah Fawcett dans la série, la seconde où elle incarne le major Kelly Wood après Athéna Un. Cet épisode a été diffusé quatre jours après le premier de la série Drôles de Dames où elle est l’une des vedettes.
  - Donald Moffat fait sa seconde apparition dans la série après l’épisode Super Duel, à nouveau dans un rôle de méchant (le docteur Martin Davis).
  - Dans le rôle de Larry Stover, on retrouve Dana Elcar qui a connu une prolifique carrière à la télévision et au cinéma dans d'importants seconds rôles. Professionnel efficace, il a eu droit à quelques personnages récurrents pour des séries comme Baretta (Lieutenant Shiller), Les Têtes brûlées (Colonel Lard), Falcon Crest (Carl Reed) et MacGyver (Pete Thornton). Atteint du glaucome à partir de 1991, il devint aveugle et luttera contre cette maladie jusqu’à sa mort en 2005.
  - Martin E. Brooks est crédité au générique, mais le personnage de Rudy Wells n’apparaît pas dans cet épisode. Ce n'est pas inhabituel car bien que Brooks soit devenu un « acteur principal » avec cette saison, il n'apparaîtra pas dans tous les épisodes (de même pour The Bionic Woman).
  - En tant qu'officier de l'armée de l'air en service actif, les cheveux et les ongles du major Wood ne sont pas très réglementaires.
  - L’avion que pilote Kelly Wood dans cet épisode est en réalité un TT-1 Pinto d'entraînement fabriqué pour l'US Navy par Temco Aircraft dans les années 1950. Ils ont été retirés du service en 1960. Cet avion, bien que militaire, porte une immatriculation civile commençant par « N » : N69AJ.
  - En version originale, on fait référence à l'avion de Kelly Wood, le XJ-7, en alphabet phonétique radio par « X-ray John Seven ». Cette appellation fait référence à l'alphabet phonétique radio de la police des Etats-Unis, le terme phonétique correct dans l'alphabet phonétique de l'OACI et de l'OTAN pour la lettre « J » est « Juliett », et non « John ». En version française, la traduction est à la fois incomplète et ridicule : « Rayons X J 7 » !
  - Tout au long de l'épisode, les acteurs disent « holographe » à la place de « hologramme » (holograph en version originale).
  - Lors d’une scène dans le désert, Martin Davis tente d’effrayer Kelly Wood en se projetant avec une image holographique (17 min 20 s), comme il avait réussi à le faire avec le Zéro japonais. Comment fait-il cependant pour transmettre le son de sa voix ?
  - Lorsque la jeep explose, les gourdes sont projetées à l'écart de l'explosion et atterrissent commodément à côté de Steve et Kelly sans avoir été ni endommagées ni brûlées. Le souffle de l'explosion n'a projeté qu'une seule gourde hors de la jeep (24 min 08 s), mais lorsque Steve et Kelly sont sur le point de se relever, il y a deux gourdes sur le sable du désert près d'eux (25 min 05 s).
  - Lorsque Steve renverse avec un pneu deux des mercenaires qui gardaient l'avion dans le désert, le troisième peut être aperçu juste derrière eux (30 min 46 s). Pourtant dans le plan suivant, ce dernier s'élance depuis l'arrière de l'avion.
  - Lorsque le XJ-7 atterrit sans moteur dans le désert, l'effet sonore est celui de pneus sur une piste en bitume (36 min 17 s).
  - Le moteur du XJ-7 a été mis hors-circuit par le rayon laser et il se pose en planant. Pourtant, une fois au sol, on le voit rouler jusqu'à sa place de parking finale (36 min 35 s), ce qui n'est pas possible sans moteur. Durant cette séquence, la casquette et une partie de la tête du pilote caché sur le siège arrière sont clairement visibles (36 min 41 s).
  - Une fois de plus, dans cet épisode, des criminels utilisent des technologies de pointe (hologramme, rayons laser arrêtant les moteurs) pour voler quelque chose de moindre valeur, ici un simple jet de l'armée.
  - Qui filme l'avion de transport de l'USAF que le Dr Martin Davis et son équipe surveillent depuis leur centre de commandement (37 min 53 s) ?
  - Steve utilise son bras gauche non bionique pour rompre les cordes retenant prisonnière Kelly Wood (38 min 32 s). Ensuite, durant la bagarre, elle se débarrasse deux fois de ses liens (38 min 54 s et 39 min 01 s).
  - Durant cette même bagarre, Steve repousse certains des mercenaires accidentellement sur la caméra car l'image bouge durant quelques secondes (38 min 50 s)
  - Lorsque l'on voit le Zéro relever son train d'atterrissage en vol, la vidéo est diffusée en sens inverse car l'avion vole clairement à reculons (40 min 26 s).
  - Les chasseurs de l'armée de l'air montrés à la fin (45 min 24 s) sont des images d'archives de F-104 Starfighters, qui ont été retirés sept ans plus tôt par l'armée de l'air en 1969.

### Messieurs, le Premier Ministre
- Titre original : Double Trouble
- Durée : 50 minutes
- Épisode n° 4-3. Première diffusion aux États-Unis : 3 octobre 1976
- Scénariste : Jerry Devine
- Producteur : Lionel E. Siegel
- Producteur exécutif : Harve Bennett
- Réalisateur : Phil Bondelli

- Distribution :
  - Lee Majors : Steve Austin
  - Richard Anderson : Oscar Goldman
  - Simon Scott : Docteur Barto
  - Flip Wilson : Billy Parker
  - Mira L. Waters : Susan
  - Rick Podell : Niko
  - Jerome Guardino : 2ème chauffeur de taxi
  - Maryanne Kasica : Infirmière
  - Sandy Champion : Escorte
  - Borah Silver : Portier

- Résumé :

Des agents soviétiques voulant empêcher que le Premier ministre d’un pays africain ne fasse quitter le Bloc de l’Est à sa nation pour se rallier au Bloc occidental, échafaudent un plan pour remplacer l'homme d'état par un sosie, un humoriste de seconde zone dans le cerveau duquel ils ont implanté une micro-électrode afin de le contrôler. Steve est chargé de se faire passer pour le garde du corps de ce sosie afin de faire échouer le complot.
- Commentaire :
  - Flip Wilson a confié à Johnny Carson dans son émission The Tonight Show Starring Johnny Carson du 23 juillet 1976 (avec Flip Wilson, Pat Boone, Tom Dreesen et Lendon Smith) qu'il avait décidé d'accepter le rôle parce que ses enfants étaient de grands fans de la série et lui avaient dit que « s'il était vraiment quelqu'un », il apparaîtrait dans L'Homme qui Valait Trois Milliards[1].
  - Troisième et dernière apparition dans la série pour Simon Scott, cette fois dans le rôle du docteur Barto, le chef du réseau d’agents soviétiques ; son unique rôle de vilain après deux avoir incarné deux personnages sympathiques dans Vin, Vacances et Vahinés et Opération Luciole.
  - Mira Waters sera à l'affiche l'année suivante aux côtés de Mohamed Ali dans le film Le Plus Grand (The Greatest), un biopic autour de sa carrière de boxeur.
  - C’est la deuxième et dernière fois que Steve Austin se trouve à New York pour une mission. C’est dans cette ville qu’il a notamment rencontré Madame le Premier ministre de Pal-Mir au cours de la seconde saison.
  - Il y a une erreur de traduction dans les premières secondes de l'épisode (00 min 38 s) : le chef du réseau d’agents soviétiques dit « (…) notre plan pour empêcher la République de Vorzana de quitter le bloc occidental » au lieu de « rejoindre le bloc occidental ». En version originale, il est dit : "(…) that the Republic of Vorsana will not align itself with the capitalists"
  - L’épisode date de 1976 et dans la scène d'introduction (03 min 00 s) une des images d’archives de New York montre un cinéma ayant à l’affiche le film Cosa Nostra: Le Dossier Valachi, mettant en vedette Charles Bronson et Lino Ventura, qui date de 1972.
  - Comment Steve peut-il faire du saut à la corde à vitesse bionique dans le labo de Rudy Wells, alors qu’un seul de ses bras est bionique (11 min 14 s)?
  - Lors de ses tests avec Rudy, Steve dit qu'il est minuit et qu'il a sommeil (10 min 27 s). Peu après leur avoir montré les radios de Billy Parker, Oscar annonce que leur avion décolle pour New York dans 25 minutes (12 min 22 s), or l'avion décolle en plein jour (12 min 27 s). De plus, l’atterrissage se fait dans un aéroport situé dans une zone désertique avec des montagnes en arrière-plan (12 min 42 s), et non dans une zone urbaine comme cela devrait être le cas à New York.
  - Lors de leur trajet vers l'hôpital, la voiture qui transporte Oscar et Steve alterne entre une Cadillac Limousine (14 min 36 s) avec trois grandes fenêtres latérales, et une Lincoln Continental Town Car de longueur standard avec deux fenêtres de taille normale (12 min 50 s et 14 min 50 s).
  - Il n'y a aucun signe de l'agent soviétique Niko sur les toits des bâtiments lorsque Steve regarde par la fenêtre (17 min 55 s). Celui sur lequel se tient Niko est d'une couleur et d'une architecture différentes de ceux visibles depuis la fenêtre de l'hôpital. Il s'agit manifestement d'un bâtiment ou d'un emplacement différent, ce qu'accentue l'utilisation d'un fondu entre les deux plans.
  - Le nouveau bureau d’Oscar Goldman est montré pour la première fois dans cet épisode (18 min 16 s).
  - L'épisode commence par établir que Billy est le sosie du Premier Ministre du Vorzana (00 min 23 s), à l'exception de la moustache, mais plus tard, Oscar déclare que son équipe n'a pu identifier aucun dirigeant mondial ressemblant à Billy (24 min 10 s).
  - Lors de la scène où Steve sort de la fosse du chantier de construction grâce à ses jambes bioniques, il apparait clairement que Lee Majors ne porte pas les mêmes chaussures que sa doublure. Les siennes sont marrons (39 min 07 s), celles du cascadeur sont noires (39 min 55 s).
  - La dernière phrase de Billy Parker dans l'épisode est, en version originale, "The devil mad me do it!" (« Le diable m'a forcé à le faire ! »). C'était la phrase d'accroche de Flip Wilson. Son personnage le plus connu, Geraldine Jones (en), utilisait souvent cette phrase. Le titre de l'album comique de Flip Wilson de 1970 était The Devil Made Me Buy This Dresset a remporté le Grammy Award 1970 du meilleur enregistrement comique. Malheureusement le doublage français a fait disparaitre cette référence.

### La loi du plus fort
- Titre original : The Most Dangerous Enemy
- Durée : 50 minutes
- Épisode n° 4-4. Première diffusion aux États-Unis : 17 octobre 1976
- Scénariste : Judy Burns
- Producteur : Lionel E. Siegel
- Producteur exécutif : Harve Bennett
- Réalisateur : Richard Moder

- Distribution :
  - Lee Majors : Steve Austin
  - Richard Anderson : Oscar Goldman
  - Ina Balin : Cheryl Osborne
  - Martin E. Brooks (en) : Docteur Rudy Wells

- Résumé :

Steve Austin et le Dr Rudy Wells s'envolent pour Dove Island, un centre de recherche isolé, où la scientifique Cheryl Osborne n'a pas donné signe de vie depuis 48 heures. Le Dr Osborne, dans une solitude totale depuis deux ans, essaie de perfectionner un sérum qui pourrait transformer n'importe qui en un génie, en utilisant des chimpanzés comme sujets. Arrivés sur l'île, Steve et Rudy découvrent que Cheryl a disparu et que son laboratoire a été détruit. Alors qu’ils fouillent les décombres, Rudy est attaqué et mordu par un chimpanzé qui s'enfuit dans la jungle. En quelques heures, Rudy se voit doté d'une force surhumaine mais, psychotique et paranoïaque, il croit que Steve complote contre lui. Ayant retrouvé la scientifique, Steve apprend que Rudy est condamné : le sérum possède de dangereux effets secondaires et les chimpanzés inoculés sont morts peu de temps après. Pendant qu’il tente de tendre un piège pour capturer le docteur, Cheryl se presse de préparer un antidote. Rudy cherche pendant ce temps à obtenir davantage de sérum pour conserver ses nouveaux pouvoirs.
- Commentaires :
  - Il s’agit d’un rare épisode ne comportant qu’une seule artiste invitée, sans figurants ni second rôles.
  - Martin E. Brooks a particulièrement apprécié tourner cet épisode, lui qui adore faire du sport dans ses temps libres. « Je pouvais enfin courir, sauter et bouger. C’était formidable. », a-t-il affirmé en interview.
  - Comment Rudy Wells peut-il écouter les enregistrements de Cheryl Osborne avec un lecteur de cassettes portable (23 min 00 s) alors qu’elle enregistre vocalement les résultats de ses expériences avec un enregistreur à bandes magnétiques (02 min 33 s) ?
  - Il est tout à fait improbable qu'une bonbonne de gaz explose simplement en roulant sur un feu de camp (31 min 27 s)
  - Le terme tapes en version originale est mal traduit lorsque Rudy dit à Cheryl qu'il trouvera tout seul en écoutant (ses) rubans (40 min 40 s) pour dire qu'il écoutera les bandes magnétiques.
  - Oscar parle au « Secrétaire » au téléphone (45 min 50 s). Le « Secrétaire » est un personnage invisible qui est le supérieur direct d'Oscar Goldman. Il est donc le chef du département de l'exécutif auquel appartient l'OSI. Tout au long de la série et de Super Jaimie, Goldman donne fréquemment des nouvelles ou reçoit des ordres de ce haut-fonctionnaire par téléphone. Bien qu'il soit généralement identifié simplement comme « Le Secrétaire », de nombreux indices tout au long des épisodes donnent à penser qu'il s'agit en fait du Secrétaire d'État américain (Le Sourire du vainqueur, Jaimie et le Roi), l'équivalent de notre Ministre des Affaires Étrangères.
  - Farrah Fawcett a droit à une dernière apparition dans la série sous la forme d’un caméo. On peut la voir effectivement dans un magazine consulté par Steve et Oscar lors de la conclusion (46 min 18 s).

### H+2+O = Mort
- Titre original : H+2+O = Death
- Durée : 50 minutes
- Épisode n° 4-5. Première diffusion aux États-Unis : 24 octobre 1976
- Scénariste : John Meredyth Lucas
- Producteur : Lionel E. Siegel
- Producteur exécutif : Harve Bennett
- Réalisateur : John Meredyth Lucas

- Distribution :
  - Lee Majors : Steve Austin
  - Richard Anderson : Oscar Goldman
  - Elke Sommer : Dr Hélène Martin
  - John Van Dreelen : Matheson
  - Linden Chiles : Omega
  - Robert J. Hogan : Walker
  - Todd Martin : Kirov
  - Frank Parker : Ed
  - Lawrence Bame : Garde

- Résumé :

Une cellule d’espionnage indépendante du nom d’Oméga met l’OSI sur les dents après le vol de plusieurs secrets scientifiques concernant le projet Fusion, qui vise à séparer les atomes d’hydrogène et d’oxygène à l’intérieur des molécules d’eau. Steve se fait passer pour un scientifique endetté, Mark Porter, prêt à vendre un de ces secrets au plus offrant, un gadget permettant une plus grande autonomie d’oxygène lors des plongées sous-marines. Un certain homme d’affaires et propriétaire d’un parc d’attractions, Theodore J. Matheson, se montre intéressé par l’invention et demande à voir une démonstration avant de s’en porter acquéreur. Dans le même temps, la route de Steve croise celle d’une scientifique de l’OSI, Hélène Martin, qui se trouve à être un agent double travaillant à la fois pour le compte d’Oméga et le Secrétaire d’État américain. Tout ce beau monde ignore que ce gadget n’est qu’un faux conçu par Rudy Wells, qui ne fonctionne que grâce à la structure bionique de Steve, afin d’appâter Oméga et de mettre fin à ses activités sur le sol américain.
- Commentaires :
  - Peut-être l'erreur la plus évidente de toutes : dans l'équation chimique du titre (H2O, la formule de l'eau), "2" n'est pas un élément. Il aurait fallu écrire « H + H + O = Mort »
  - L’acteur néerlandais John Van Dreelen (Theodor J. Matheson) fait ici sa deuxième et dernière apparition dans la série après avoir participé à l’épisode de la première saison Le Docteur Wells a disparu.
  - C’est la première des deux apparitions de l’acteur Robert J. Hogan dans la série. Très omniprésent dans le paysage télévisuel lui aussi à partir des années 60, que ce soit dans le drame (Sur la Piste du Crime, Hawaï Police D’État, Cannon, Le Justicier, K2000) ou la comédie (Peyton Place, Opération Charme, Batman, M.A.S.H.), il est un des rares comédiens à avoir participé dans deux séries américaines reconnus pour leur longévité: Gunsmoke et New York – Police judiciaire.
  - Encore une traduction approximative : Oscar annonce à Steve que le Projet Fusion « a déjà coûté huit billions » (05 min 11 s). Or en français, un billion c'est un million de millions, soit mille milliards[2]. En anglais billion correspond à milliard (ce qui est déjà beaucoup).
  - Il s'agit de l'un des rares épisodes dans lequel Oscar est montré comme se faisant rembarrer par ses supérieurs (05 min 31 s). Il met alors sa démission dans la balance (05 min 48 s).
  - Lorsque Steve rencontre pour la première fois le Dr Martin, elle a des problèmes de voiture. Il lui dit alors que c'est peut-être une absence d'alimentation (08 min 03 s). Si tel était le cas, on n'entendrait pas le bruit du démarreur. L'analyse correcte serait que le courant n'arrive pas aux bougies d'allumage. Steve affirme ensuite que ce n'était qu'un fil déconnecté. Il aurait fait un bien piètre mécanicien !
  - Au bord de la piscine, lors de l'essai (10 min 58 s), Rudy parle de bulles d'hydrogène gaspillées lorsqu'elles remontent à la surface de l'eau, mais aucune bulle n'est visible lorsque Steve nage sous l'eau. Ensuite Rudy parle de pile à combustible brûlant de l'hydrogène tout en extrayant de l'oxygène respirable dans l'eau. Scientifiquement, cela est impossible car la combustion de l'hydrogène consommerait entièrement ou en partie l'oxygène produit.
  - Le mercenaire qui se fait passer pour un peintre en bâtiment utilise l'alphabet phonétique radio de manière incohérente (20 min 07 s). S'il s'identifie avec l'abréviation « Tango », son interlocuteur est appelé « Oméga X Y » au lieu de « Oméga X-Ray Yankee ». La version française gomme une autre incohérence : l'homme sur le toit dit « Over » après chacune des deux transmissions radio identiques qu'il effectue. Il devrait pourtant savoir qu'il ne doit utiliser « Over » qu'à la toute fin de son message. Sinon, son interlocuteur pourrait vouloir parler immédiatement après et ainsi empiéter sur son second message.
  - Lorsque Steve se bat contre les hommes d'Oméga, il en repousse un avec son bras gauche non bionique (44 min 21 s), malgré cela on entend le gimmick bionique assourdi.
  - Lorsque le Dr Martin descend dans l'eau, la partie inférieure de sa combinaison de plongée est noire (44 min 01 s) de même que lorsqu'elle ressort de l'eau (45 min 25 s). Lorsque Steve la libère de la cage, sous l'eau, cette partie inférieure est orange (45 min 10 s).

### Pour la vie d'Oscar -2epartie
- Titre original : Kill Oscar: Part 2
- Durée : 50 minutes
- Épisode n° 4-6. Première diffusion aux États-Unis : 31 octobre 1976
- Scénaristes : Histoire de Arthur Rowe et Oliver Crawford, écrit par William T. Zacha
- Producteur : Lionel E. Siegel
- Producteur exécutif : Harve Bennett
- Réalisateur : Barry Crane

- Distribution :
  - Lee Majors : Steve Austin
  - Richard Anderson : Oscar Goldman
  - Lindsay Wagner : Jaimie Sommers
  - John Houseman : Dr. Franklin
  - Jennifer Darling : Peggy Callahan
  - Corinne Michaels : Lynda Rosand
  - Jack L. Ging : Inspecteur en chef Hanson
  - Janice Whitby : Katy
  - John Dewey-Carter : Rawlins
  - James R. Parkes : Garde
  - Don Fenwick : 1er agent
  - Larry French : 2e agent

Résumé de Pour la vie d'Oscar : 1re partie :
Un ancien scientifique de l’O.S.I, le Dr Franklin, travaille pour un gouvernement étranger afin de voler pour eux un système de contrôle climatique mis au point par l’O.S.I. mais fortement gardé, et objet d’instabilités pouvant causer des dégâts majeurs. Le but est de s’en servir comme une arme. Il a construit des robots de haute technologie afin de remplacer la secrétaire d’Oscar Goldman et celle du Dr Rudy Wells dans le but d’infiltrer l’O.S.I. et de kidnapper Oscar.
Résumé de l'épisode :
Jaimie a été grièvement blessée en tentant d’échapper aux deux robots qui ont remplacé les secrétaires d’Oscar Goldman et du Dr Rudy Wells. Elle essaie de faire comprendre que la secrétaire Lynda est un robot mais personne n'y prête garde. Oscar a lui aussi été kidnappé et emprisonné avec les deux secrétaires. À l’hôpital de l’O.S.I, Rudy Wells est secondé par sa secrétaire Lynda sans réaliser que c’est un robot qui transmet en direct au Dr Franklin tous les faits, gestes et paroles de Steve et du Dr Wells. Steve parvient à localiser la base du Dr Franklin et part aussitôt à la rescousse des kidnappés.
Commentaire :

Cet épisode est un crossover avec l’épisode 5 de la saison 2 de Super Jaimie. La 1re partie de cette histoire se trouve dans l’épisode 4 de la saison 2 de Super Jaimie et la 3e partie et fin de cette histoire se trouve dans l’épisode 6 de la saison 2 de Super Jaimie.

### Le Garçon bionique–1repartie
- Titre original : The Bionic Boy Part 1
- Durée : 50 minutes
- Épisode n° 4-7. Première diffusion aux États-Unis : 7 novembre 1976
- Scénaristes : Histoire de Lionel E. Siegel, écrit par Tom Greene
- Producteur : Lionel E. Siegel
- Producteur exécutif : Harve Bennett
- Réalisateur : Phil Bondelli

- Distribution :
  - Lee Majors : Steve Austin
  - Richard Anderson : Oscar Goldman
  - Vincent Van Patten : Andy Sheffield
  - Richard Erdman : Vernon Craig
  - Dick Van Patten : Palmer
  - Joan Van Ark : Valerie Sheffield
  - Frank Gifford : Lui-même
  - Greg Evigan : Joe Hamilton
  - Carol Jones : Judy Grant
  - Kerry Sherman : Colleen Lightfoot
  - George Martin : Docteur Penny
  - Woodrow Chambliss : M. Savannah
  - Jack Bannon : Docteur Melville

- Résumé :

Le Dr Rudy Wells a mis au point un implant bionique qui pourrait permettre à un paralysé des membres inférieurs, à la suite d'un accident, de marcher à nouveau. Après un essai réussi sur un chimpanzé accidenté, Rudy Wells a trouvé le candidat idéal pour l’opération sur un humain. Il s’agit d’un jeune homme paralysé à la suite d'un éboulement dans lequel son père est mort, alors qu'ils recherchaient une ancienne caverne indienne sur une montagne dite hantée. Steve Austin est envoyé pour proposer au jeune homme et à sœur de tenter l’opération. Sceptiques au départ, ils finissent par accepter en voyant ce que Rudy Wells a pu faire avec Steve.

### Le Garçon bionique -2epartie
- Titre original : The Bionic Boy Part 2
- Durée : 50 minutes
- Épisode n° 4-9. Première diffusion aux États-Unis : 7 novembre 1976
- Scénaristes : Histoire de Lionel E. Siegel, écrit par Tom Greene
- Producteur : Lionel E. Siegel
- Producteur exécutif : Harve Bennett
- Réalisateur : Phil Bondelli

- Distribution :
  - Lee Majors : Steve Austin
  - Richard Anderson : Oscar Goldman
  - Vincent Van Patten : Andy Sheffield
  - Richard Erdman : Vernon Craig
  - Dick Van Patten : Palmer
  - Joan Van Ark : Valerie Sheffield
  - Frank Gifford : Lui-même
  - Greg Evigan : Joe Hamilton
  - Carol Jones : Judy Grant
  - Kerry Sherman : Colleen Lightfoot
  - George Martin : Docteur Penny
  - Woodrow Chambliss : M. Savannah
  - Jack Bannon : Docteur Melville

- Résumé :

Andy Sheffield rentre dans sa ville natale après plusieurs semaines de rééducation où il a totalement retrouvé l’usage de ses jambes, grâce à l’entraînement de Steve. En faisant quelques essais avec un ami de Steve, champion de football américain, Steve réalise que l’implant a donné au jeune homme des capacités surhumaines. Le Dr Rudy Wells veut le ramener à Washington pour étudier le problème mais Andy lui demande un délai pour faire plusieurs choses importantes à ses yeux s’il y a un risque qu’il perde à nouveau l’usage de ses jambes. Rudy Wells accepte à condition qu’Andy l’avertisse s’il ressent la moindre douleur.

### Le Condor des Andes
- Titre original : Vulture of the Andes
- Durée : 50 minutes
- Épisode n° 4-10. Première diffusion aux États-Unis : 21 novembre 1976
- Scénariste : Ben Masselink
- Producteur : Lionel E. Siegel
- Producteur exécutif : Harve Bennett
- Réalisateur : Cliff Bole

Distribution
- - Lee Majors : Steve Austin
  - Richard Anderson : Oscar Goldman
  - Henry Darrow : Señor Byron Falco
  - Barbara Luna : Leslie Morales
  - Bernie Kopell : Pete Marteen
  - Zitto Kazann : Raul
  - Dallas Mitchell : Colonel Reynolds
  - Joe Haworth : Police de l'Air

- Résumé :

Un homme politique d’un petit pays d’Amérique Latine veut prendre le pouvoir dans son pays. Il utilise le prétexte d’une compétition de vol à voile pour faire larguer des dispositifs de radio-guidage sur une base militaire depuis un planeur. Il fait alors du chantage à Oscar Goldman pour que les États-Unis lui donnent dix avions de combat, en lui faisant croire qu’il possède cinq missiles de haute technologie qui détruiront une installation de défense américaine de la côte ouest si sa demande n’est pas satisfaite. Pour le lui prouver, il prévoit une démonstration en envoyant un missile tout près d’une Société d’exploitation protégée par toutes sortes de systèmes de défense. Steve Austin est envoyé en mission afin de contrecarrer ses plans.
- Commentaires :
  - La totalité des plans montrant des avions en vol provient d'un documentaire sur les planeurs.
  - Dans le rôle de l’agent Pete Marteen, on reconnaîtra Bernie Kopell qui deviendra célèbre ensuite pour son interprétation du célèbre docteur Adam Bricker dans La Croisière s’amuse.
  - Pourquoi Falco affirme-t-il qu'il y aura encore de nombreuses infractions et réprimandes de la part du Colonel Reynolds alors que celui-ci vient de dire qu'il s'agissait du dernier avertissement avant le retrait du planeur de la compétition (3 min 20 s) ?
  - Comme nt Leslie peut-elle remorquée pour repartir après avoir rencontré Steve, alors qu'à aucun moment son planeur qui vient d'atterrir n'a fait demi-tour pour se remettre dans le sens du décollage (15 min 56 s) ?
  - La Ford dorée qu'utilise l'agent Marteen (25 min 45 s) refera curieusement surface un peu plus tard dans la saison, dans l’épisode Carnaval d’espions. Elle aura même conservé sa grande bosse sur la porte arrière côté conducteur.
  - Lors de la préparation de la démonstration, Falco se rapproche du lanceur de missile (30 min 10 s). À ce moment, il ne porte pas de lunettes. Lunettes qui apparaissent comme par magie sur son nez dans le plan suivant (30 min 13 s).
  - Lorsque le missile frappe le ravin (30 min 37 s), rien ne vient du ciel ; de toute évidence il ne s'agit que de l'explosion d'une charge explosive enterrée.
  - Lors de son avant-dernier vol en planeur (37 min 10 s), lorsqu'il part à la recherche des missiles, Steve n'a pas attaché son harnais.
  - Lorsque Steve neutralise le second mercenaire pour se libérer après avoir été fait prisonnier, le gimmick bionique est présent alors qu'il s'en débarrasse avec son bras gauche (41 min 43 s)
  - Même avec toute la force bionique de son bras droit et le pouvoir de son œil, on reste sceptique devant l’incroyable précision avec laquelle Steve lance un missile à plus de cent mètres (44 min 51 s).

### The Thunderbird Connection -1repartie
- Titre original : The Thunderbird Connection Part 1
- Durée : 50 minutes
- Épisode n° 4-10. Première diffusion aux États-Unis : 28 novembre 1976
- Scénaristes : Jim Carlson et Terrence McDonnell
- Producteur : Allan Balter
- Producteur exécutif : Harve Bennett
- Réalisateur : Christian I. Nyby II

- Distribution :
  - Lee Majors : Steve Austin
  - Richard Anderson : Oscar Goldman
  - Robert Loggia : Mahmud Majid
  - Jim McMullan : Colonel Paul Miller
  - Martine Beswick : Shali Giba
  - Jeff David : Colonel Raman
  - Susanne Reed : Jan Lawrence
  - Ned Romero : Akhmed Khadduri
  - Barry Miller : Prince Hassad
  - Charles Bateman : Joe Streeter
  - James Ingersoll : Contrôleur aérien Wilson
  - Than Wyenn : Omar
  - René Assa : Hakim
  - Jim B. Smith : Sergent Collins
  - Dominic Barto : Amahl
  - Jim Malinda : Nasser

- Résumé :

Afin de sauver la vie d’un jeune Prince d’un pays du Moyen-Orient dont le père régnant a été assassiné, Steve Austin se joint à la patrouille acrobatique de l’Air Force qui doit faire une démonstration dans ce pays. Mais le plan ne va pas se dérouler comme prévu.

### The Thunderbird Connection -2epartie
- Titre original : The Thunderbird Connection Part 2
- Durée : 50 minutes
- Épisode n° 4-11. Première diffusion aux États-Unis : 28 novembre 1976
- Scénaristes : Jim Carlson et Terrence McDonnell
- Producteur : Allan Balter
- Producteur exécutif : Harve Bennett
- Réalisateur : Christian I. Nyby II

- Distribution :
  - Lee Majors : Steve Austin
  - Richard Anderson : Oscar Goldman
  - Robert Loggia : Mahmud Majid
  - Jim McMullan : Colonel Paul Miller
  - Martine Beswick : Shali Giba
  - Jeff David : Colonel Raman
  - Susanne Reed : Jan Lawrence
  - Ned Romero : Akhmed Khadduri
  - Barry Miller : Prince Hassad
  - Charles Bateman : Joe Streeter
  - James Ingersoll : Contrôleur aérien Wilson
  - Than Wyenn : Omar
  - René Assa : Hakim
  - Jim B. Smith : Sergent Collins
  - Dominic Barto : Amahl
  - Jim Malinda : Nasser

- Résumé :

Steve Austin a réussi à s’introduire dans la chambre du Prince pour lui exposer son plan d’évasion, mais contre toute attente, le Prince a livré Steve aux gardes. Celui-ci se retrouve emprisonné et il apprend que le Prince pense que ce sont les rebelles qui ont tué son père. Mahmud Majid échafaude un plan pour discréditer les rebelles en faisant enlever Steve par des hommes à lui déguisés en rebelles pour qu'ils l'exécutent, et ainsi affirmer son autorité comme seul homme capable de gouverner.

### Noël bionique
- Titre original : A Bionic Christmas Carol
- Durée : 50 minutes
- Épisode n° 4-12. Première diffusion aux États-Unis : 12 décembre 1976
- Scénariste : Wilton Schiller
- Producteur : Allan Balter
- Producteur exécutif : Harve Bennett
- Réalisateur : Gerald Mayer

- Distribution :
  - Lee Majors : Steve Austin
  - Richard Anderson : Oscar Goldman
  - Ray Walston : Horton Budge
  - Dick Sargent : Bob Crandall
  - Antoinette Bower : Nora Crandall
  - Noah Keen : Docteur Hendrick
  - Peter Leeds : Webley
  - Barry Cahill : Joe
  - Sheldon Allman : Charlie
  - June Dayton : Secrétaire
  - Howard McGillin : Ouvrier
  - Ann Dusenberry : Employée
  - Kin Shriner : Ami
  - Adam Rich : Bob, Jr.
  - Quinn Cummings : Elsie

- Résumé :

Alors qu’il s’apprêtait à partir à Ojai pour passer ses vacances de Noël en famille, Steve se voit chargé par Oscar d’aller inspecter la Budge Corporation, un des principaux fournisseurs de systèmes et de matériaux pour les projets spatiaux de l’OSI, par crainte d’un sabotage. Sur place, Steve découvre que le directeur de la compagnie, Horton Budge, est un vieil avare grincheux qui s’est contenté de commander les matériaux les moins coûteux, tout en respectant le seuil minimal de sécurité. Le caractère radin de Budge va jusque dans les salaires versés à ses employés, ce qui affecte évidemment le moral de ces derniers, forcés en plus de travailler pour Noël. De plus, le neveu de Budge, Bob Crandall, est coincé par une reconnaissance de dettes causée par son oncle lui-même, et il ne peut ainsi décemment apporter une stabilité financière à sa famille. Le soir du réveillon, alors que Budge tombe malade, Steve décide de se servir de ses pouvoirs bioniques, tout en s’inspirant de Dickens, pour éveiller la conscience du vieux grippe-sou afin de l’amener à devenir généreux.
- Commentaires :
  - Dans le rôle de Bob Crandall, le chauffeur de Budge, on reconnaitra Dick Sargent devenu célèbre en tant que Jean-Pierre, le mari d'Elizabeth Montgomery dans la série Ma sorcière bien-aimée.
  - Parmi les enfants des Crandall, Adam Rich fait ses débuts à la télévision. Il connaitra la gloire un an plus tard dans le rôle de Nicholas de la sitcom Huit, ça suffit aux côtés de Dick Van Patten.
  - Dans le petit rôle de la vendeuse du magasin de jouets, on retrouve Ann Dusenberry. Par une ironie prémonitoire, on peut voir à côté d'elle sur le comptoir un jouet tiré du film Les Dents de la mer, alors que deux ans plus tard, elle jouera le rôle de Tina Wilcox dans la suite, réalisée par Jeannot Szwarc.
  - Lors de la même scène au magasin de jouets, la figurine de Steve Austin, conçue par la compagnie Kenner, est clairement visible sur l’étagère derrière le comptoir, comme un clin d'œil autoréférentiel.
  - Le tournage a eu lieu entièrement aux studios Universal, y compris les scènes extérieures. L’œil averti du cinéphile pourra s’apercevoir que la maison d’Horton Budge, vue de l’extérieur, est la même que le célèbre manoir jouxtant l’hôtel Bates dans le film Psychose d’Alfred Hitchcock.
  - Dans de nombreux épisodes, Steve fait usage de son œil bionique pour repérer des éléments de taille microscopique sur des objets. Pourquoi alors utilise-t-il une loupe pour examiner les pièces de métal à l'usine Budge (26 min 36 s) ?.
  - La fenêtre de la chambre des enfants a un store blanc baissé sur ses vitres lumineuses (39 min 04 s), mais lorsque Steve et Horton regardent à l'intérieur, la fenêtre a un rideau transparent et la pièce est faiblement éclairée (39 min 24 s).

### Opération Hornet
- Titre original : Task Force
- Durée : 50 minutes
- Épisode n° 4-13. Première diffusion aux États-Unis : 19 décembre 1976
- Scénariste : Robert C. Dennis
- Producteur : Lionel E. Siegel
- Producteur exécutif : Harve Bennett
- Réalisateur : Barry Crane

- Distribution :
  - Lee Majors : Steve Austin
  - Richard Anderson : Oscar Goldman
  - Alex Cord : Dave Harraway
  - Jennifer Darling : Peggy Callahan
  - Edmund Gilbert : Major Sid Pell
  - Robert Forward : Général de l'Air Force
  - Gary Cashdollar : Police Militaire
  - Scott B. Wells : Shérif
  - Taylor Lacher : Nicolini

- Résumé :

Steve Austin doit infiltrer un groupe de mercenaires pour découvrir ce qui s’y trame. La personne qui s’occupe du recrutement est le sergent David Harraway, un ex-militaire déchu à la suite d'un crime commis lors de la guerre du Vietnam, et dont l’un des membres du jury qui l’a condamné était Steve lui-même. Il réussit à être recruté sans être reconnu et participe à un entraînement intensif visant au vol d’un nouveau missile au moment de son transport vers un site d’essai balistique supervisé par Oscar et l’OSI. Steve cherche à prévenir les autorités de l’opération prévue par les mercenaires, mais Harraway, méfiant et en véritable professionnel, ne le lâche pas d’une semelle. Heureusement, Steve peut compter sur Peggy Callahan, la secrétaire d’Oscar, qui s’improvise agente sur le terrain, afin de pouvoir communiquer avec lui sans éveiller les soupçons. Mais la partie qui se joue demeure serrée, car Harraway compte sur un complice faisant partie de l’escorte militaire qui transporte le nouveau missile convoité.
- Commentaires :
  - Une fois de plus, Steve Austin travaille sous couverture en dépit du fait qu'il soit un célèbre astronaute qui a marché sur la Lune.
  - Dans le rôle du sergent Harraway figure Alex Cord qui deviendra célèbre pour son personnage de Michael Coldsmith-Briggs III - nom de code « Archangel » dans la série Supercopter.
  - Opération Hornet marque la dernière apparition dans la série de l’actrice Jennifer Darling dans le rôle de l’intrépide secrétaire Peggy Callahan. Elle n’a cependant pas complètement disparu puisqu’on pourra encore la voir dans cinq épisodes de la dernière saison de Super Jaimie.
  - Au cours de son infiltration, Steve se lie d'amitié avec un des mercenaires, Nicolini qui a des problèmes au genou droit (10 min 42 s). Toutefois, plus tard, lors des entraînements, c’est son genou gauche qui le fait souffrir (11 min 29 s). Puis, il a de nouveau mal à son genou droit.
  - Au début de l'épisode (5 min 10 s), le nom de l'aéroport de San Diego est mal orthographié : « Lindberg Field » au lieu de « Lindbergh Field »
  - Le 4x4 conduit par Nicolini avec Steve à son bord lorsqu'ils suivent Harraway dans la montagne à la fin de l'épisode est un Ford Bronco de couleur beige clair (43 min 17 s), alors qu'après l'explosion, il s'agit d'une Jeep de couleur jaune vif au milieu d'une végétation beaucoup plus verte (43 min 55 s). Ce plan est en fait emprunté à l’épisode Cauchemar en trois dimensions, lorsque la Jeep de Steve et Kelly Wood explose.

### L'Imposteur
- Titre original : The Ultimate Imposter
- Durée : 50 minutes
- Épisode n° 4-14. Première diffusion aux États-Unis : 2 janvier 1977
- Scénaristes : Lionel E. Siegel et W. T. Zacha
- Producteur : Lionel E. Siegel
- Producteur exécutif : Harve Bennett
- Réalisateur : Paul Stanley

- Distribution :
  - Lee Majors : Steve Austin
  - Richard Anderson : Oscar Goldman
  - Stephen Macht : Joe Patton
  - Pamela Hensley : Jenny
  - David Sheiner : Stenger
  - Margaret Fairchild : Lily Stenger
  - George Ball : Mal
  - Mark Thomas : Mark
  - Kim Basinger : Lorraine Stenger

- Résumé :

Le docteur Rudy Wells a mis au point un nouveau projet scientifique d’envergure qui permet le transfert de multiples informations dans le cerveau humain à partir d’un ordinateur. Un ami de longue date de Steve, le professeur Joe Patton, accepte de servir de cobaye à ce projet et les premiers résultats dépassent les espérances. Mais alors que Rudy Wells est en train d’imaginer le progrès extraordinaire que ce nouveau projet peut apporter au plan éducatif et de l’apprentissage, Joe apprend que sa petite amie Jenny, une agente de l’OSI, n’a plus donné signe de vie depuis quelque temps. Cette dernière avait été chargée par Oscar Goldman d’infiltrer l’entourage d’un certain Stenger afin de récupérer une plaque permettant la fabrication de fausse monnaie. Joe se porte alors volontaire pour aller à la rescousse de Jenny et récupérer la précieuse plaque. Pour cela, il compte sur les informations transmises dans son cerveau par l’ordinateur de Rudy afin de se faire passer pour un spécialiste en fausse monnaie attendu par Stenger.
- Commentaires :
  - Steve Austin n’apparaît qu’au début et à la fin de cet épisode ayant pour personnage central celui de Joe Patton. En effet, cet épisode est un backdoor pilot pour un spin-off avec les mêmes scénaristes et réalisateur mais différents acteurs. Il est sorti sous forme de film, The Ultimate Impostor (1979), mais n’a finalement jamais donné lieu à une série.
  - Le générique a été raccourci dans cet épisode : après la phrase « Nous pouvons le reconstruire, nous en avons la possibilité technique. » le discours d'Oscar est coupé : la partie « Nous sommes capables de donner naissance au premier homme bionique. Steve Austin deviendra cet homme... » disparait pour ne conserver que « il sera supérieur à ce qu'il était avant l'accident : le plus fort, le plus rapide, en un mot le meilleur.»
  - En plus d’un lettrage différent des autres épisodes de la série, les titres du générique défilent de gauche de droite, accompagnés d’un effet sonore reproduisant un son d’ordinateur, plutôt que de simplement apparaître et disparaître.
  - Dans le rôle de Joe Patton figure Stephen Macht, ancien professeur de littérature au Queens College[3], que l'on retrouvera ensuite dans de nombreuses séries à succès comme Quincy, Capitaine Furillo, Côte Ouest, Cagney et Lacey, Arabesque, Sliders : Les Mondes parallèles, On ne vit qu’une fois, Hôpital central. Il est le père de Gabriel Macht, principalement connu pour avoir incarné Harvey Specter dans la série Suits : Avocats sur mesure de 2011 à 2019.
  - Pamela Hensley (Jenny) a connu une courte mais très notable carrière d’actrice durant les années 70 depuis son personnage de la princesse Ardala, à la fois adversaire et amoureuse de Buck Rogers jusqu’à son ultime rôle de co-vedette au début des années 80 dans la série Matt Houston. Elle reviendra participer au double-épisode d’ouverture de la dernière saison Les Requins.
  - Dans le rôle de l’épouse de Stenger, on retrouve Margaret Fairchild qui avait joué dans l’épisode de la seconde saison La Bonne cause.
  - Cet épisode présente également la future lauréate d'un Oscar, Kim Basinger (9 Semaines ½, Batman, Jamais plus jamais, L.A. Confidential), dans l'un de ses premiers rôles.
  - Afin d’expliquer l’absence de Steve de cet épisode, Oscar révèle que ce dernier effectue des tests pour un nouvel appareil expérimental, et qu’il sera de retour d’ici quelques jours.
  - Lors du transfert des informations avant le départ de Joe, Rudy passe un plan au scanner en le posant face imprimée vers le haut (21 min 58 s). De cette façon il ne numérisera qu'une feuille blanche, le verso du plan.
  - Jamais un masque comme celui que porte Joe ne le protègera du gaz pendant qu'il neutralise le système (41 min 35 s).

### La sonde de la mort -1repartie
- Titre original : Death Probe - Part 1
- Durée : 50 minutes
- Épisode n° 4-15. Première diffusion aux États-Unis : 9 janvier 1977
- Scénariste : Steven E. de Souza
- Producteur : Allan Balter
- Producteur exécutif : Harve Bennett
- Réalisateur : Richard Moder

- Distribution :
  - Lee Majors : Steve Austin
  - Richard Anderson : Oscar Goldman
  - Nehemiah Persoff : Commandant Popov
  - Jane Merrow : Irina Leonova
  - Beverly Garland : Secrétaire
  - Ryan MacDonald : Photographe
  - Austin Stoker : Capitaine
  - Walter Brooke : Général Wiley
  - Don Dubbins : Zack Meesham
  - Phillip Pine : Général Russe
  - Ross Elliott : Shérif
  - Bill Fletcher : Mécanicien

- Résumé :

À la suite d'un dysfonctionnement au décollage, une sonde spatiale soviétique destinée à l’exploration de la planète Vénus revient sur Terre. Repérée par les radars américains, la sonde atterrit dans une région de l’état du Wyoming et y sème la panique. Alertés, Steve et Oscar se rendent là-bas afin de découvrir la nature de la menace, mais ils sont devancés par des agents dormants russes commandés par un espion du KGB, le major Popov. En effet, cette sonde a été conçue à partir d’un alliage métallique nouveau qui la rend invulnérable à toute attaque ou menace extérieure et Popov ne tient pas à ce que les Américains n’en percent le secret. Les Russes s’avèrent cependant impuissants à contrer l’avancée inexorable de la sonde. Informé par sa conceptrice, la scientifique Irina Leonova, dont la vie a été sauvée par Steve qui la connaît bien, Oscar espère trouver une solution pour empêcher la sonde de détruire une ville voisine.
- Commentaires :
  - Trois ans après Compte à Rebours, l’actrice anglaise Jane Merrow reprend ici son personnage de la scientifique russe Irina Leonova.
  - S’il n’a pas encore rasé complètement sa moustache, Lee Majors l’a néanmoins taillée car elle est bien plus petite en comparaison des précédents épisodes de la quatrième saison.
  - La sonde est censée être alimentée en électricité pour pouvoir fonctionner dans un environnement spatial sans air. Pourtant, on peut voir à plusieurs reprises des gaz d'échappement provenant de l'arrière de la machine.
  - Lorsque le fermier tire son second coup de fusil (04 min 00 s), puis un instant plus tard lorsque le fusil frappe l'avant de la sonde (04 min 05 s), il n'y a aucun son autre que le vrombissement constant du moteur de la sonde.
  - La clôture en fil de fer barbelé qui entoure la ferme ne devrait pas avoir de planche de bois (19 min 37 s), cela bloque largement le fil barbelé et le rend moins efficace pour dissuader quiconque voudrait grimper/sauter par-dessus.
  - C'est la première fois qu'Oscar porte une arme (21 min 00 s). Il s'agit d'un petit revolver à canon court, probablement un .38.

- Contexte historique :

L'Union soviétique a envoyé plusieurs sondes sur Vénus dans les années 1970 et 1980, le programme Venera. Aucune de ces sondes n'était cependant un rover mobile comme dans l'épisode.
- Le 15 décembre 1970, Venera 7 effectue le premier atterrissage réussi sur la surface de Vénus.
- Le 22 octobre 1975, Venera 9 se pose et renvoie les premières images de la surface, suivie par Venera 10 trois jours plus tard.
- Le 9 janvier 1977, La Sonde de la Mort est diffusé sur ABC.
- En 1981, Venera 13 prend les premières photos en couleur et les premiers échantillons de sol.

### La sonde de la mort -2epartie
- Titre original : Death Probe - Part 2
- Durée : 50 minutes
- Épisode n° 4-16. Première diffusion aux États-Unis : 16 janvier 1977
- Scénariste : Steven E. de Souza
- Producteur : Allan Balter
- Producteur exécutif : Harve Bennett
- Réalisateur : Richard Moder

- Distribution :
  - Lee Majors : Steve Austin
  - Richard Anderson : Oscar Goldman
  - Nehemiah Persoff : Commandant Popov
  - Jane Merrow : Irina Leonova
  - Austin Stoker : Capitaine
  - John de Lancie : Médecin

- Résumé :

En tentant de ralentir la progression de la sonde soviétique, Steve, sévèrement blessé à son bras bionique a dû fuir. Rien ne semble pouvoir arrêter cette sonde rendue indestructible par son alliage métallique, et qui échappe désormais à tout contrôle. Se croyant sur Vénus, elle avance selon un schéma défini et se rapproche d’une grande ville en détruisant tout obstacle sur sa route. Malgré une réparation de fortune à son bras bionique, Steve va devoir prendre tous les risques pour trouver un moyen de l’anéantir...
- Commentaires :
  - Après avoir joué un politicien corrompu dans l’épisode de la troisième saison Alcool à Brûler, Austin Stoker est de retour pour la seconde fois et dernière fois dans la série, dans le rôle d’un capitaine de l’armée américaine chargé avec l’OSI d’arrêter la sonde.
  - Lorsque la sonde s'approche du piquet de clôture pour l'arracher, le piquet se trouve dans un endroit très ombragé (08 min 07 s), alors que dans les plans suivants, la scène est en plein soleil (08 min 18 s).
  - Lorsque la sonde fonce sur la clôture, elle arrache la partie droite du grillage, laissant la partie gauche attachée au poteau (07 min 20 s). Pourtant quand elle se dirige a nouveau vers le poteau, le grillage est entièrement enroulé autour de ce dernier (07 min 56 s).
  - La vitesse du treuil et celle à laquelle Steve est tirée vers la sonde ne correspondent absolument pas (09 min 51 s)
  - Irina déclare que la fixation sur le toit de la sonde fait 12 cm de diamètre (29 min 25 s). Pourtant l'anneau de levage fabriqué ne fait guère que trois ou quatre centimètres de diamètre.
  - Lorsque le Major Popov sort le lance-roquettes de son etui, on voit clairement que le tube est vide, sans aucune roquette chargée à l'intérieur (21 min 17 s). À aucun moment, jusqu'à ce qu'il tire sur la sonde nous ne verrons le Major charger l'arme.
  - Dans la première partie, il est dit que le lancement de la sonde a échoué et elle est redescendue sans atteindre la vitesse de fuite. Ici, Irina, Oscar et Steve affirment qu'elle a atteint Vénus, traversé son atmosphère et réussi à conserver sa vitesse interplanétaire pour revenir sur Terre, hautement pressurisée. Ce scénario est hautement fantaisiste pour deux raisons principales :
    1. Il n'existe pas de trajectoire de "retour libre" d'une planète vers la Terre ;
    2. Si la capsule était pressurisée sur Vénus, elle aurait dû exploser en retournant dans l'espace ;

  - Lors de la scéne finale, Steve tire l'hélicoptère vers le bas avec son bras bionique (38 min 35 s) tout en retenant la sonde avec son pied dans le crochet. C'est impossible car la force transmise lui briserait le dos.
  - Lorsque Steve essaie d'enfiler son parachute dans l'hélicoptère, on peut voir à plusieurs reprises la main du caméraman se refléter dans le pare-brise.
  - Pour se libérer du treuil mis par Steve sur son sommet, la sonde se sert d’une scie circulaire au bout de son bras pour couper le câble. Le premier gros plan montre des éraflures et des entailles mineures (43 min 25 s), mais dans le plan suivant, le câble est fortement effiloché avec des mèches coupées. Il est improbable que la sonde ait pu abîmer le câble à ce point en si peu de temps.

### Un pied en enfer
- Titre original : Danny's Inferno
- Durée : 50 minutes
- Épisode n° 4-17. Première diffusion aux États-Unis : 23 janvier 1977
- Scénariste : Tom Greene
- Producteur : Allan Balter
- Producteur exécutif : Harve Bennett
- Réalisateur : Cliff Bole

- Distribution :
  - Lee Majors : Steve Austin
  - Richard Anderson : Oscar Goldman
  - Frank Marth : Bill Bruner
  - Mills Watson : Lazare
  - E.J. Peaker : Glennis
  - John Hoyt : Docteur Spruger
  - David Opatoshu : Docteur Monica
  - Lanny Horn : Danny Lasswell
  - Larry French : Pompier
  - David Buchanan : Policier
  - Joe Brooks : Concierge

- Résumé :

Danny Lasswell est un adolescent amateur de chimie et il a accidentellement inventé une nouvelle forme d’énergie thermochimique lors d’une simple expérience. Elle pourrait remplacer le pétrole et suscite de nombreuses convoitises, dont celle d'un promoteur immobilier, Lazarus aidé par le chef des pompiers Bill Brunner. Danny n’ayant pas vraiment pris de notes des composants de sa formule, il se retrouve dès lors en danger et Steve est chargé de le protéger pendant que les scientifiques de l'OSI cherchent à reproduire la formule.
- Commentaires :
  - Coïncidence ironique, David Opatoshu a joué le rôle de Satari dans le double épisode Alex de Super Jaimie, qui sera diffusé quelques jours avant Un Pied en Enfer.
  - Au tout début de l'épisode, lorsque Danny installe sa fusée, le bitume du parking est sec (00 min 58 s). Lorsqu'il s'éloigne pour le lancement, l'asphalte est soudainement devenu humide (02 min 06 s).
  - Lorsque Steve raccompagne Danny chez lui, la porte du garage est montrée fermée avec une Dodge Ram garée devant. Pourtant dans les plans de l'intérieur qui suivent, on peut apercevoir durant la conversation la porte du garage ouverte et la voiture de Steve garée devant (11 min 16 s).
  - Lorsque Steve saute du bâtiment avec Danny sur le dos, il ne se rend pas compte qu'il y a clairement un homme à l'arrière-plan, potentiellement témoin de son saut bionique (41 min 32 s). Plus on avance dans la série et plus les pouvoirs de Steve sont connus d'un grand nombre de personnes.
  - Lors de ce même saut, il apparait clairement que Steve porte un mannequin sur son dos : les jambes sont ridiculement petites (41 min 36 s)
  - Dans la scène finale, Steve cherche à éloigner la bombe en la prenant à la main (44 min 14 s). Il ressent alors une vive douleur et sa main droite est en sueur (44 min 17 s), ce qui est contradictoire avec le fait que son bras est censé être artificiel.

### Les Feux de l'enfer
- Titre original : Fires of Hell
- Durée : 50 minutes
- Épisode n° 4-18. Première diffusion aux États-Unis : 30 janvier 1977
- Scénariste : Orville H. Hampton
- Producteur : Allan Balter
- Producteur exécutif : Harve Bennett
- Réalisateur : Ed Abroms

- Distribution :
  - Lee Majors : Steve Austin
  - Richard Anderson : Oscar Goldman
  - Charles Aidman : Bertram Lomax
  - Ken Swofford : Roy Palmer
  - Bruce Glover : Shérif Burgess
  - Heather Menzies : Alison Harker
  - Don 'Red' Barry : Howie
  - Melinda Clair Naud : Susie
  - Bob Neill : Chauffeur
  - Natt Christian : Ouvrier
  - Larry Watson : Pompier

- Résumé :

Pour combattre la crise du pétrole, l’OSI a mis au point une nouvelle méthode d’extraction et Oscar a choisi la réserve de Stoney Creek pour l’expérimenter. Mais ce projet n’est pas du goût de tout le monde, et notamment d’un groupe écologiste qui se bat pour préserver la réserve naturelle sur laquelle est installé le champ pétrolifère. Lorsque des incendies ont lieu, ce groupe paraît être le coupable idéal. Envoyé sur place en tant qu'employé travaillant au forage, Steve va rapidement être confronté à un contremaître, un shérif et un politicien de Washington corrompus.
- Commentaires :
  - On reconnaitra dans le rôle d'Alison Harker l'écologiste, Heather Menzies qui deviendra célèbre pour son interprétation de Jessica 6 aux côtés de Logan 23 et de l'androïde Rem dans la courte série L'Âge de Cristal.
  - Troisième apparition dans la série, après Compte à rebours et Espionnage en musique, pour Bruce Glover, qui joue ici le shérif corrompu Burgess. On se souvient de lui pour son rôle de Mr Wint, l'un des deux tueurs du film Les diamants sont éternels de la saga James Bond.
  - Pour des raisons budgétaires, cet épisode utilise de nombreuses images tirées du film Les Feux de l'enfer pour les scènes de puits en flammes. Sorti sur les écrans en 1968, ce film produit par Universal mettait en vedette John Wayne, qui jouait le dirigeant d’une entreprise spécialisée dans l'extinction des feux de puits de pétrole partout dans le monde. Depuis que les épisodes ont été remastérisés pour la sortie en DVD, ces séquences d'archives, dont le grain était auparavant évident, s'intègrent beaucoup mieux.
  - Dans la scène du bar, Steve Austin se fait servir un verre de bière à moitié plein (16 min 40 s), mais dans le plan suivant, la chope est pleine.
  - Toujours dans la scène du bar, Steve se bat contre quelques employés dans une bagarre provoquée pour le faire arrêter par le shérif Burgess. Durant la bagarre, Steve dévie un coup de poing avec son bras gauche, non seulement avec la force bionique, mais aussi avec le son bionique (19 min 29 s) ; une erreur récurrente depuis quelques épisodes.

### Lutte clandestine
- Titre original : The Infiltrators
- Durée : 50 minutes
- Épisode n° 4-19. Première diffusion aux États-Unis : 6 février 1977
- Scénariste : Sam Ross
- Producteur : Allan Balter
- Producteur exécutif : Harve Bennett
- Réalisateur : Phil Bondelli

- Distribution
  - Lee Majors : Steve Austin
  - Richard Anderson : Oscar Goldman
  - Michael Conrad : Boris Retsky
  - Joe Kapp : Cooper
  - Harold Sylvester : Tollombe
  - Yvonne Craig : Lena Bannister
  - Jerry Quarry : Wally
  - Pervis Atkins : George Mason
  - Cliff Carnell : Duclaire
  - John Furlong (en) : Agent de sécurité vidéo surveillance
  - Tony Burton : Directeur
  - Jimmy Joyce : Agent de sécurité extérieur
  - Curtis Credei : Chauffeur d'ambulance
  - Stuart Nisbet : Programmeur
  - Jim Raymond : Ambulancier

- Résumé :

Oscar soupçonne un promoteur de boxe, Boris Retsky, de préparer un attentat visant à déstabiliser les relations diplomatiques avec la Chine car plusieurs des boxeurs et athlètes qu'il a sous contrat ont mystérieusement disparu. Steve Austin infiltre alors un championnat international de boxe amateur afin de mener son enquête sous couverture. Après avoir été démasqué par l’assistante de Retsky, Lena Bannister, qui est en réalité celle qui dirige les opérations, et avoir échappé à la mort, Steve comprend qu'elle a fait venir ces hommes aux États-Unis afin de voler une sonde spatiale ultrasecrète de la NASA dont le poids est excessivement lourd.
- Commentaires :
  - On retrouve deux anciens joueurs de football américain des années 60 dans le casting de cet épisode: Joe Kapp (Cooper, l’homme de main de Lena Bannister) et Pervis Atkins (George Mason, le boxeur que Steve remplace pour sa mission).
    - Joe Kapp a joué 4 ans en NFL comme quaterback pour les Minnesota Vikings (de 1967 à 1969)[4] et les New England Patriots (1970). Il a conduit les Vikings à leur premier Super Bowl en 1969 et reste à ce jour le seul homme de l'ère moderne à avoir été quarterback dans un match du Rose Bowl, un championnat de la coupe Grey et un Super Bowl[5]
    - Pervins Atkins a successivement joué pour les Los Angeles Rams, les Washington Redskins (désormais les Washington Commanders) et les Oakland Raiders entre 1961 et 1966 aux postes de Flanker, Wide Receiver et Half Back[6].

  - Jerry Quarry, boxeur professionnel poids lourd: 66 combats, 59 victoires dont 32 par KO et 4 matchs nuls. Il perdra contre Mohamed Ali en 1972; à la septième reprise, Ali voyant son adversaire en difficulté refuse de continuer le combat.
  - Michael Conrad (Boris Retsky) fait sa seconde et dernière apparition dans la série. On a pu le voir dans l’épisode de la troisième saison Trafic Radio-actif.
  - Lutte clandestine présente un jeune acteur encore débutant, Harold Sylvester. Il deviendra célèbre bien après cet épisode grâce à un personnage récurrent dans la sitcom Mariés, Deux Enfants dans les années 90.
  - Lorsque Oscar regarde l'écran d'ordinateur qui parle de la sonde spatiale et de sa valeur monétaire (41 min 14 s), le mot "dollars" est mal orthographié, avec "rs" en double à la fin. D'autre part, il n'existe aucune State Avenue à Washington D.C[7]. et si le Barlow Building existe bien, il se situe à Chevy Chase, une ville résidentielle de la banlieue de Washington, à quelque 200 mètres de la limite entre le Maryland et le District of Columbia[8].
  - Dans l'infirmerie, lorsque Steve tend le poids à Mason, il le tient côté paume vers le bas (07 min 25 s). Dans le plan suivant, lorsque Mason le saisit, Steve tient le poids côté paume vers le haut. Aucun son bionique ne se fait entendre lorsque Steve repose l'haltère sur la table (08 min 25 s).
  - Lorsque les mercenaires préparent leur entrée par effraction, ils enregistrent les images de la caméra de sécurité en « avance rapide » (39 min 09 s). Cela n'a aucun sens.
  - Elsa, la gymnaste est envoyée à travers un conduit de ventilation afin de pénétrer dans la pièce renfermant la sonde et ouvrir les doubles portes bleues de l’intérieur afin de ne pas déclencher le système d’alarme (36 min 14 s). Pourtant, lorsque Steve arrive sur les lieux un peu plus tard et défonce ces portes avec ses jambes bioniques, l’alarme ne se déclenche pas.
  - Quand Steve saute de l'ambulance et frappe ses kidnappeurs avec son bras gauche, on entend le gimmick des membres bioniques (36 min 45 s).
  - En route vers la scène de crime dans l'ambulance volée, après avoir raccroché le téléphone avec Oscar, Steve ne bouge aucun interrupteur ou bouton sur le tableau de bord, pourtant, la sirène de l'ambulance se fait entendre immédiatement (41 min 27 s).
  - Alors que Steve s'éloigne dans l'ambulance, des palmiers sont visibles en arrière-plan (41 min 30 s). L'histoire se déroule à Washington, D.C.

### Carnaval d'espions
- Titre original : Carnival of Spies
- Durée : 50 minutes
- Épisode n° 4-20. Première diffusion aux États-Unis : 13 février 1977
- Scénaristes : Histoire de Richard Carr et Robert C. Dennis, écrit par Robert C. Dennis
- Producteur : Allan Balter
- Producteur exécutif : Harve Bennett
- Réalisateur : Richard Moder

- Distribution :
  - Lee Majors : Steve Austin
  - Richard Anderson : Oscar Goldman
  - Lloyd Bochner : Ulrich Rau
  - Michael Strong : Herman Lower
  - Gloria Manon : Madame Shera
  - Cheryl Miller : Kim
  - Wes Parker : Walden
  - Ed Faulkner : Wessler
  - H.M. Wynant : Général
  - Dave Shelley : Barker
  - Bob Minor : Hercules
  - Peter Weiss : Schmidt

- Résumé :

Le professeur Ulrich Rau, un scientifique est-allemand spécialiste en système d’armement pour missiles sol-air, est de passage aux États-Unis pour une série de conférences, et espère rencontrer en personne Steve Austin. Ne croyant pas aux coïncidences, Oscar charge Steve de ne pas perdre de vue le savant, car sa visite coïncide avec les vols d’essai d’un nouvel avion-bombardier, le B-1. Rau simule alors un malaise cardiaque afin de quitter anonymement son hôtel et, à la surprise générale, se dirige vers une fête foraine qui s'est installée à quelques kilomètres de là. Steve va alors découvrir que cette fête foraine est un site de missiles sol-air déguisé et le B-1 sa cible...
- Commentaires :
  - Deuxième participation dans la série, après Le Robot où il incarnait le commanditaire de Dolenz, pour Lloyd Bochner.
  - Cheryl Miller, Kim, est d’abord connue pour avoir été Paula Tracy, la partenaire de Daktari dans la série du même nom.
  - Revoilà donc la Ford dorée de l'agent Maarten (Le Condor des Andes) reconnaissable à sa large bosse sur le côté (06 min 44 s). elle est ici utilisée pour transporter Rau à la fête foraine.
  - Lorsque Rau teste la grande roue double, on entend les cris effrayés de la foule alors qu'il apparait nettement que l'attraction est dépourvue de passagers (29 min 35 s)

- Anecdote :

L'épisode a été filmé dans une véritable fête foraine itinérante, le parc d'attraction Pike (aujourd'hui disparu) à Long Beach, en Californie. Alors qu'ils déplaçaient ce qu'ils pensaient être un mannequin de cire suspendu dans l'attraction « Laff in the Park », celui-ci est accidentellement tombé, et une main s'est brisée, révélant des os humains et de la chair momifiée. Thomas Noguchi, le « coroner des stars » a effectué l'autopsie et on a découvert que le cadavre était celui d'Elmer McCurdy, un criminel de carrière abattu en 1911 alors qu'il tentait de dévaliser un train.

Son corps avait été embaumé par un entrepreneur de pompes funèbres local qui, lorsque personne ne l'a réclamé, l'a gardé en exposition dans son funérarium pour démontrer son expertise. Des années plus tard, plusieurs hommes prétendant être les frères de McCurdy ont réclamé le corps, affirmant qu'ils lui offraient une sépulture digne de ce nom à San Francisco. En réalité, ils travaillaient pour une fête foraine et ont utilisé le corps comme objet d'exposition. Pendant plus de 60 ans, Elmer McCurdy a été exposé dans des maisons hantées, des musées de cire et des parcs d'attractions, gagnant plus d'argent mort que vivant. Il a finalement été enterré à Guthrie, dans l'Oklahoma, le 22 avril 1977 aux côtés d'un hors-la-loi plus prospère et plus célèbre, Bill Doolin.

### U-509
- Titre original : U-509
- Durée : 50 minutes
- Épisode n° 4-21. Première diffusion aux États-Unis : 20 février 1977
- Scénariste : Michael Wagner
- Producteur : Allan Balter
- Producteur exécutif : Harve Bennett
- Réalisateur : Phil Bondelli

- Distribution :
  - Lee Majors : Steve Austin
  - Richard Anderson : Oscar Goldman
  - Guy Doleman : Henry Bulman
  - Steve Sandor : Covell
  - William Sylvester : Amiral Prescott
  - Ted Hamilton : Jaffe
  - Morgan Jones : Capitaine
  - Ian Abercrombie : Shoemacher
  - Peter Canon : Lewis
  - Len Wayland : Dorn
  - Josh Taylor : O.D
  - Tom Dever : Talker

- Résumé :

Henry Bulman est un ancien sous-marinier de la Royal Navy. Il a remis en service un U-Boat nazi abandonné contenant un gaz neurotoxique et cherche à extorquer 20 millions de dollars aux États-Unis en menaçant la vie de quelque 30 000 Américains. L’OSI envoie Steve Austin à bord du sous-marin allemand pour vérifier si la menace de Bulman est réelle, et le cas échéant, dérober les capsules de gaz. Steve est toutefois capturé par les hommes de Bulman. Lorsque la Navy, sans nouvelles de Steve, décide d’attaquer l’U-Boat, il incombe à ce dernier d’agir vite afin d’empêcher une catastrophe, alors que Bulman est sur le point de mettre sa menace à exécution...
- Commentaires :
  - Guy Doleman (Henry Bulman) deviendra célèbre pour son rôle du Comte Lippe (n° 4 du SPECTRE) dans le film Opération Tonnerre. Il jouera également le premier Numéro 2 de la serie Le Prisonnier
  - William Sylvester fait ici sa seconde apparition dans la série après l’épisode La Bonne cause diffusé au cours de la seconde saison. Son personnage de l’amiral Prescott sera de retour dans le double-épisode Les Requins au début de la cinquième saison.
  - Curieusement et sans aucune explication, le sous-marin U-509 réapparaitra dans le double-épisode Les Requins au début de la dernière saison.
  - À un moment donné dans l’intrigue, Oscar affirme que l’ultimatum de 24 heures imposé par Bulman est presque écoulé (14 min 10 s). Peu après, alors que Steve est à bord du sous-marin, on peut pourtant entendre un des hommes de Bulman dire qu’il reste 14 heures avant que l’ultimatum arrive à échéance (20 min 03 s).
  - Le sous-marin est montré gisant au fond de la mer dans plusieurs plans pendant une bonne partie de l’épisode sans jamais se déplacer par la suite (24 min 05 s). Pourtant ensuite, dans d’autres plans, on peut le voir à mi-profondeur (40 min 05 s) et même en train de couler après que les charges sous-marines explosent (42 min 42 s).

### Lavage de cerveau
- Titre original : The Privacy of the Mind
- Durée : 50 minutes
- Épisode n° 4-22. Première diffusion aux États-Unis : 27 février 1977
- Scénariste : Vanessa Boos
- Producteur : Allan Balter
- Producteur exécutif : Harve Bennett
- Réalisateur : James Lydon

- Distribution
  - Lee Majors : Steve Austin
  - Richard Anderson : Oscar Goldman
  - Paul Mantee : Terry
  - Suzanne Charny : Docteur Batalova
  - Roger Perry : Docteur George Berman
  - Curt Lowens : Sergei Kulikov
  - Leslie Moonves : Bob Kemps
  - Bob Neill : Carlson

- Résumé :

Le neuroscientifique George Berman a prévenu l’OSI que son assistant Bob Kemps cherche à l’impliquer dans un projet pour le compte de mystérieux « amis » qui sont prêts à lui payer un million de dollars. Devant le caractère louche de cette démarche, Oscar Goldman monte un plan pour démasquer les têtes dirigeantes de cette nébuleuse organisation. Après avoir temporairement « écarté » Bob Kemps, Steve Austin prend la place de Berman après avoir été brièvement formé pour donner le change. Chloroformé et emmené au sein d’un laboratoire secret, Steve apprend par l’un des hommes qu’il doit travailler avec une collègue russe kidnappée, Tatiana Batalova, sur un projet que le vrai Berman a abandonné : un ordinateur biocybernétique capable de lire les pensées. Se sachant dépourvu des connaissances scientifiques nécessaires pour réaliser ce projet, Steve doit jouer une partie serrée pour ne pas être prématurément démasqué, le temps d’identifier le commanditaire principal de l’organisation.
- Commentaires :
  - Cet épisode n’a de toute évidence pas été conçu pour cette série et pour Steve Austin, mais plutôt pour Joe Patton, le personnage du pilote L’Imposteur présenté plus tôt au cours de la saison. En effet, les paramètres de la mission impliquant l’apprentissage rapide de l’équivalent de dix mois de contenu dans le domaine de la biocybernétique, elle aurait mieux convenu à l’invention de Rudy Wells pour implanter tout ce savoir dans le cerveau de Joe Patton.
  - Roger Perry (Docteur George Berman) fait ici sa seconde et dernière apparition dans la série. On avait pu le voir dans l’épisode de la seconde saison La Voyeuse.
  - Lavage de cerveau marque la dernière apparition de la moustache de Steve Austin. À la demande des fans, Lee Majors rasera celle-ci avant la fin de la quatrième saison, alors qu’il restait deux épisodes à tourner.
  - Après avoir sauté pour enlever la feuille de papier qu'il a utilisée pour bloquer l'objectif de la caméra qui observe son laboratoire, Steve saute à nouveau sur le sol, mais il le fait juste devant la caméra, au risque d'être vu sur les écrans (21 min 10 s).
  - Lorsque Steve saute vers la fenêtre de la chambre du méchant, la chambre est très éclairée (25 min 48 s), mais lorsqu'il atterrit sur le rebord et jette un coup d'œil à l'intérieur, la pièce n'est que modérément éclairée (26 min 00 s).
  - Lorsque Steve et Tatiana Batalova s'échappent par le balcon, elle suggère de descendre par le tuyau d'évacuation sur le côté de la demeure. Comme Steve ne veut pas vraiment s'échapper, il arrache délibérément le tuyau du mur et le rejette. À ce moment-là, au bas de l'écran, on peut voir la main d’un technicien retirer le tuyau (33 min 51 s).
  - Encore une fois, on entend l’effet sonore bionique alors que Steve attaque un homme de main avec son bras gauche (43 min 27 s).
  - Lors de la diffusion sur Paramount Channel (France) en juin 2020[11], le générique de fin de cet épisode est en fait celui de l'épisode précédent U-509.

### Mission souterraine
- Titre original : To Catch the Eagle
- Durée : 50 minutes
- Épisode n° 4-23. Première diffusion aux États-Unis : 6 mars 1977
- Scénaristes : Histoire de Peter R. Brooke, écrit par Judy Burns
- Producteur : Allan Balter
- Producteur exécutif : Harve Bennett
- Réalisateur : Phil Bondelli

- Distribution :
  - Lee Majors : Steve Austin
  - Richard Anderson : Oscar Goldman
  - Peter Breck : Ciel d'Orage
  - Dehl Berti (en) : Main de Fer
  - George Loros : Loup Blanc
  - Kathleen Beller : Source Claire
  - Gerald McRaney : Bob Marsh
  - Jim Stathis : Ian Swanson
  - Frank Sotonoma Salsedo : 1er Conseiller tribal
  - George American Horse : 2ème Conseiller tribal
  - Agustin Vallejo : 3ème Conseiller tribal

- Résumé :

Deux scientifiques de l’OSI sont portés disparus alors qu’ils étaient à la recherche d’un minerai radioactif en plein territoire Apache. Steve part à leur recherche, mais il doit composer avec les membres de la tribu apache réticents à lui venir en aide. Persuadé que les scientifiques se trouvent quelque part en terre sacrée interdite aux Blancs, Steve persuade le conseil de la tribu de passer une série d’épreuves afin d’obtenir le droit de la traverser. Il ignore toutefois que Poing de Fer, l’homme-médecine de la tribu, n’a pas l’intention de le laisser retrouver les scientifiques disparus, car il tient à monnayer le minerai à son seul profit.
- Commentaires :
  - Pour une raison inconnue, la série fera une pause de plus de deux mois après cet épisode[12], avant de diffuser le dernier épisode de la saison.
  - Peter Breck (Ciel d'Orage) a joué le rôle du frère aîné, de Lee Majors (Heath Barkley), Nick dans la série La Grande Vallée.
  - Steve Austin apparaît sans moustache pour la première fois après l'avoir portée pendant la majeure partie de cette saison.
  - On reconnaitra, dans un de ses premiers petits rôles (il est l’un des deux scientifiques de l’OSI enfermés dans la caverne), l'acteur Gerald McRaney qui deviendra une star confirmée de la télévision grâce à des séries comme Simon et Simon et Major Dad et que l'on a pu voir à l'affiche récemment dans House of Cards ou Longmire.
  - Kathleen Beller (Source Claire, la fille d’Ours Solitaire, qui vient en aide à Steve) a fait ses débuts au théâtre dès l’âge de 13 ans en Angleterre. Elle connaitra la célébrité avec les trois premières saisons de la série Dynastie.
  - Après l'effondrement qui est censée sceller l'entrée du tunnel, on peut voir une forte lumière blanche naturelle provenant du côté droit du cadre, manifestement causée par la lumière du jour ou par un des projecteurs de la scène (03 min 05 s).
  - La flaque d'eau dans laquelle Steve boit et s'empoisonne n'a pas l'air naturelle ; de toute évidence, il s'agit simplement d'une flaque formée par de l'eau versée sur un creux creusé dans le sable (34 min 00 s).
  - Lorsque Steve entre dans la caverne (42 min 10 s), il est évident que de la lumière vient du côté gauche : tout d'abord les ombres sont dirigées vers l'entrée et Steve lève son bras gauche pour se protéger les yeux de la lumière. Mais il ne devrait pas y avoir de lumière dans cette caverne.

### Le Télétype fantôme
- Titre original : The Ghostly Teletype
- Durée : 50 minutes
- Épisode n° 4-24. Première diffusion aux États-Unis : 15 mai 1977
- Scénariste : Wilton Schiller
- Producteur : Allan Balter
- Producteur exécutif : Harve Bennett
- Réalisateur : Tom Connors III

- Distribution :
  - Lee Majors : Steve Austin
  - Richard Anderson : Oscar Goldman
  - Larry Anderson : Murdoch
  - Christina Hart : Margaret
  - Les Lannom : Davey
  - Robert H. Harris : Brenner
  - Zitto Kazann : Jack
  - Linda Dano : Angela
  - Jodean Russo : Madame Marka
  - Elizabeth Kerr : Mme Wagner
  - Steve Drexel : Chimiste

- Résumé :

Alors que Steve consulte le dossier portant sur les recherches du docteur Brenner concernant le prolongement de la vie humaine, une formule ultrasecrète disparaît mystérieusement. Accusé d'espionnage, Steve se rend en Californie chez le chercheur pour y trouver des indices pouvant le disculper. Il fait la rencontre d’une étrange et mystérieuse voyante et se fait aider par un ami magicien. Il découvre que des jumeaux ont télépathiquement volé la formule pour prolonger leur vie.
- Commentaires :
  - L'adresse du Dr Brenner 205 8th Place à Santa Monica, Californie, n'existe pas (00 min 55 s). il existe bien une 8th Place à Hermosa Beach, à envrion 20 km de Santa Monica amis elle ne comporte pas de numéro 205.
  - Avant que le texte ne s’efface (17 min 20 s), on peut lire sur le permis de conduire de Steve qu’il est né le 5 février 1942, qu'il mesure 6'0'' (environ 1,83 m), pèse 175 livres (environ 79 kg) et que sa nouvelle adresse, depuis celle indiquée dans Opération Afrique, est le 2398 Fairmount Avenue, Washington D.C. Une adresse d'ailleurs mal orthographiée puisqu'il est écrit WaSHUNGton au lieu de WaSHINGton. D'autre part, il n'existe aucune Fairmount Avenue à Washington D.C.
  - Le gros plan montrant Steve broyer une arme avec sa main bionique est suffisamment serré pour qu’on constate que l’arme en question est un faux fait en caoutchouc imitation métal (18 min 41 s).